# Hurricane (Utah)
Hurricane (Huracán en inglés) es una ciudad del condado de Washington, estado de Utah, Estados Unidos. Según el censo de 2000 la población era de 8.250 Habitantes. Se estima que en 2004 había crecido hasta los 9.748. La población de Hurricane ha crecido en gran medida desde los años 1970 en comparación con otras zonas del suroeste de Utah, hasta llegar a unirse con el cercano St. George. 
Hurricane recibe su nombre por los fuertes vientos que tiene durante todo el año.

## Geografía
Se localiza en los Estados Unidos y tuvo una gran afectación terrenal.
Según la oficina del censo de Estados Unidos, la ciudad tiene una superficie total de 81.7 km². De los cuales 80.6 km² son tierra y 1,1 km² (1.39%) está cubierto de agua.

## Demografía
Según el censo de 2000, había 8.250 habitantes, 2.762 casas y 2.201 familias residían en la ciudad. La densidad de población era 102,4 habitantes/km². Había 3.375 unidades de alojamiento con una densidad media de 41,9 unidades/km².
La máscara racial de la ciudad era 95,89% blanco, 0,16% afroamericano, 0,96% indio americano, 0,25% asiático, 0,29% de las islas del Pacífico, 1,16% de otras razas y 1,28% de dos o más razas. Los hispanos o latinos de cualquier raza eran el 2,72% de la población.
Había 2.762 casas, de las cuales el 38,6% tenía niños menores de 18 años, el 70,0% eran matrimonios, el 7,1% tenía un cabeza de familia femenino sin marido, y el 20,3% no eran familia. El 18,0% de todas las casas tenían un único residente y el 9,3% tenía solo residentes mayores de 65 años. El promedio de habitantes por hogar era de 2,97 y el tamaño medio de familia era de 3,38.
El 32,8% de los residentes era menor de 18 años, el 9,5% tenía edades entre los 18 y 24 años, el 21,6% entre los 25 y 44, el 19,2% entre los 45 y 64, y el 16,9% tenía 65 años o más. La media de edad era 32 años. Por cada 100 mujeres había 98,1 hombres. Por cada 100 mujeres de 18 años o más, había 94,5 hombres.
El ingreso medio por casa en la ciudad era de 32.865$, y el ingreso medio para una familia era de 36.955$. Los hombres tenían un ingreso medio de 30.172$ contra 19.588$ de las mujeres. Los ingresos per cápita para la ciudad eran de 13.353$. Aproximadamente el 10,8% de las familias y el 13,1% de la población estaban por debajo del nivel de pobreza, incluyendo el 19,2% de menores de 18 años y el 5,9% de mayores de 65.